# Березники (Ветлужский район)
Березники́ — деревня в Ветлужском районе Нижегородской области. Входит в состав Волыновского сельсовета.
Поселение возникло в 1762 году переселенцами из деревни Пристани (на Вае).
По данным на 1999 год, численность населения составляла 28 чел.
По данным на 2012 год, в деревне осталось 2 жилых дома.